# المجموعة الفردانية R0
المجموعة الفردانية R0 (المعروف سابقًا باسم haplogroup pre-HV) هي مجموعة فردانية متقدرية (mtDNA).

## الأصل
المجموعة الفردانية R0 مشتق من الماكرو المجموعة الفردانية R. وهو عبارة عن فرع سلف للفرع الجزئي R0a و المجموعة الفردانية HV، وبالتالي فهو سابق للمجموعات الفردانية H و V.
يشير تنوع الجزء الفرعي الأكبر لـ R0 في شبه الجزيرة العربية إلى أن الفرع نشأ وانتشر من هناك.
يُعتقد أن R0a قد تطور في واحات العصر الجليدي في جنوب شبه الجزيرة العربية منذ حوالي 22000 عام. ثم انتشرت الطبقة الفرعية من هناك مع بداية العصر الجليدي المتأخر حوالي 15000 ق.ح.

## الانتشار
عثر على المجموعة الفردانية R0 في حوالي 55 ٪ من بقايا العظام التي تنتمي إلى ثقافة العصر النحاسي لترابيلي.
كما تم العثور على فرع R0 في عينات مواقع ما قبل التاريخ إيبيروموريسية في تافورالت ومشتاني، التي تعود إلى العصر الحجري القديم الانتقالي. من بين أفراد تافورالت، ينتمي حوالي 17 ٪ من الأنماط الفردانية المرصودة إلى أنواع أجزاء فرعية مختلفة من R0، بما في ذلك R0a1a (3/24; 13%) و R0a2c (1/24; 4%). بين أفراد مشتاني، تم الكشف عن نمط فرداني واحد R0a1a (1/9; 11%).
كما لوحظ R0 بين المومياوات المصرية القديمة التي نقب عنها في موقع أبو صير الأثري في مصر الوسطى، والذي يعود تاريخه إلى ما قبل العصر البطلمي / أواخر المملكة الحديثة، والبطلمية، والرومان.
عثر على قديس الكنيسة الكاثوليكية فرتناتو السيراكابريولي في القرن الثالث الميلادي، وهو يحمل الجزء الفرعي R0a'b.[بحاجة لمصدر]
يظهر R0 اليوم بشكل شائع في شبه الجزيرة العربية، مع أعلى تردد لوحظ بالقرب من سقطرى (40.7٪).  تمتلك سقطرى أيضًا أكبر تنوع في الطبقة الفرعية R0.  تم العثور على الفرع بالمثل بترددات عالية في وديان كلاشا في جنوب آسيا (23٪).  بالإضافة إلى ذلك، ظهرت ترددات معتدلة لـ R0 في شمال شرق إفريقيا والأناضول والهضبة الإيرانية ودالماسيا. لوحظ وجود المجموعة الفردانية بين عرب تشاد (19٪)،  أقباط السودان (13.8٪)،  التيغرايين (13.6٪) ، الصوماليين (13.3٪)، الأورومو (13.3٪)، العفاريين (12.5٪)، الأمهرة (11.5٪)، الغوراج (10٪)، الرقيبات الصحراويين (9.26٪؛ 0.93٪ R0a و 8.33٪ R0a1a) ،  الجعليين ( 9٪)، البجا (8.3٪)، النوبيين (8٪)، أراكين (5.9٪)، اليمنيين (5.1 - 27.7٪)، العراقيين (4.8٪)، الدروز (4.3٪)، الفلسطينيين (4٪)، الجزائريين (1.67٪)، والسعوديين (0-25٪).

## الفروع

### شجرة

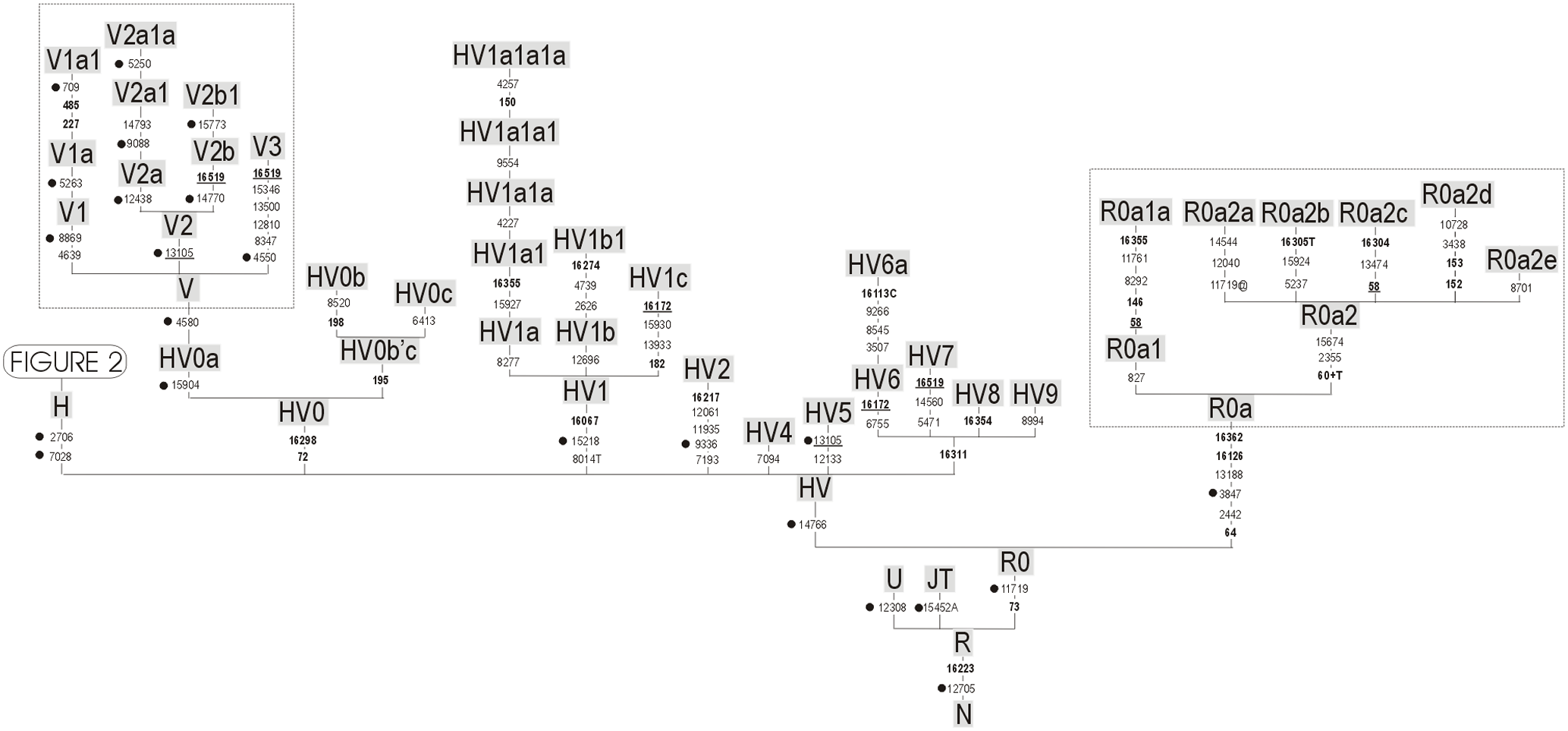
شجرة النشوء والتطور لفروع المجموعة الفردانية R0

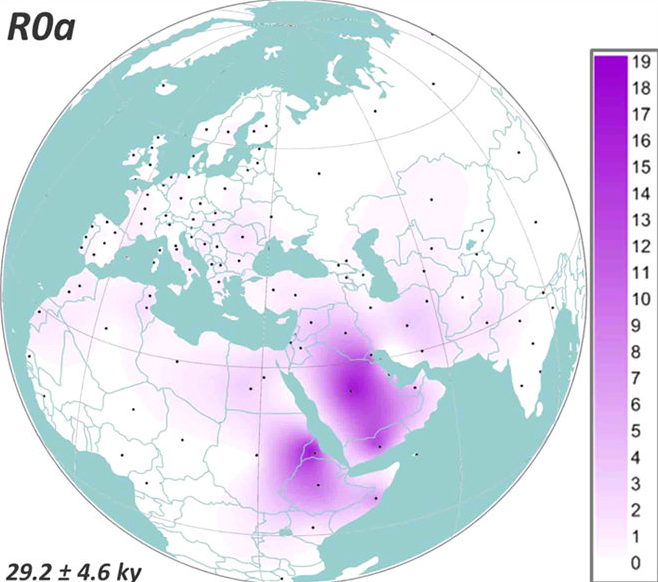
انتشار التردد المكاني المتوقع لمجموعة المجموعة الفردانية R0a. الأكثر شيوعًا في شبه الجزيرة العربية، وذروته قرب سقطرى (~ 40٪ ؛ انظر الترددات المرصودة أعلاه)

تستند شجرة النشوء والتطور هذه من مجموعات R0 الفرعية إلى الورقة التي أعدها مانيس فان أوفين و مانفريد قيصر المحدثة شجرة النشوء والتطور الشاملة لتنوع الحمض النووي البشري للميتوكوندريا والأبحاث المنشورة اللاحقة.
- R
  - R0 (أو pre HV )
    - R0a (أو (pre HV) 1 )
      - R0a1 أو (pre-HV) 1a
        - R0a1a

      - 60.1 T
        - R0a2 أو (pre-HV) 1 b
          - R0a2a
          - R0a2b
          - R0a2c
          - R0a2d
          - R0a2e

      - HV
        - HV0
        - HV1
        - 73
        - HV4
        - HV5
        - H

## روابط خارجية
- موقع الحمض النووي للميتوكوندريا لإيان لوجان
  - PhyloTree مانيس فان أوفن
  - المجموعة الفردانية R0
- انتشار المجموعة الفردانية pre-HV، من ناشيونال جيوغرافيك